# أبو صيبع
هي إحدى قرى البحرين، الواقعة في شمال الجزيرة الأم (البحرين) في المحافظة الشمالية، تحدها من جهة الشرق قرية الحجر، ومن الغرب قرية مقابة، ومن الجنوب قرية الشاخورة، أما من جهة الشمال فيحدها الشارع العام الذي يربط المنطقة بباقي المناطق. وهي تتكون من أربعة مجمعات : 469-471-473-475.
قرية أبوصيبع قرية خضراء، فقد اشتهرت بالزراعة منذ القدم، لذا تنتشر بها الزراعة بشكل كبير، والزائر للقرية يدرك ذلك بمجرد دخوله القرية، فالمزارع فيها تشكل حزام دائري يحد القرية من جميع الاتجاهات. وكثرة بها العيون والابار ولا زال سكان القرية يتذكرون بعضها مثل عين السوق، وغيرها ومع تملح مياه الابار وشحها قلة المساحة الخضراء، وعمد الكثير من الاهالي لبيع مزارعهم مثل مزرعة الخباز، ومزرعة السيد حسن، والبحيرية، وبعضها جعل وقف تحت أشراف وزارة العدل، والأخرى تحولت لمنطقة يابسة بعدما كانت تنبض بالحياة.

## لمحة تاريخية

### سبب التسمية
يقال أنه كانت هذه القرية تشتهر بصناعه لباس العروس وكان يسمى «اللباس الاصبعي» لأنه يخاط بالأصابع. وكانت قرية أبوصيبع في يوم من الأيام من قرى البحرين المشتهرة بصناعة النسيج كقرية بني جمرة هذا اليوم. ولا زال بعض أبائنا ممن كان يزاول هذه المهنة على قيد الحياة، وكانت هذه المهنة مورداً اقتصاديا تدر على أصحابها بعض المال، وغير أن صناعة هذه الصناعة اندثرت منذ وقت ليس ببعيد ولم يعد لها وجود في يومنا هذا.
يرجع تاريخ القرية القديم إلى عهد بعيد جدا يصل إلى عهود الدلمو نيين حيث اظهرت الاكتشافات الأثرية التي بين فترة وأخرى في القرية انها كانت مسكونة من قبل شعوب قديمة يرجع تاريخها العهود المذكورة.
والامثلة على ذلك كثيرة حيث تنشر الجرائد بين فترة وأخرى نماذج من الاواني الفخارية والأدوات التي تدفن مع الميت في تلال صغيرة كتلال عالي التي لا يزال التنقيب لاثري فيهل قائما.
وهذه المدافن التي يتم تنقيبها كانت بكثرة في الحي الشرقي من القرية حيث كان مليئا بها، من ثم حلت محلها منازل الاهالي. وكذلك الأمر في الحي الغربي الجديد الذي لا يزال يحتفظ بالعديد من التلال الأثرية، حيث تشرف وزارة التراث على أماكن التنقيب.
اما تاريخ القرية في قرون متقدمة بعد الإسلام فانه يمكن رصده بين 500 إلى 800 سنة، حيث سكن الاهالي الذين ينحدر نسبهم إلى قبيلة عبد القيس هذه البقعة من البلاد.
‌
1. ↑  "أبوصيبــع ..قريـــة خضـــراء تحولــت إلى صحـــراء".
2. ↑  "البعثة الأثرية الفرنسية: "تل أبو صيبع" يكشف جوانب هامة من تاريخ وحكاية الحضارة". Watan. 12 سبتمبر 2021. اطلع عليه بتاريخ 2024-02-10.
3. ↑  "أبو_صيبع". web.archive.org. مؤرشف من الأصل في 2007-01-24. اطلع عليه بتاريخ 2024-02-10.{{استشهاد ويب}}:  صيانة الاستشهاد: BOT: original URL status unknown (link)